# Суюнчев, Хусейн Солтанович
Суюнчев Хусейн Солтанович (карач.-балк. Сюйюнчланы Солтанны джашы Хусей) (род. 7 декабря 1990) — российский борец вольного стиля, призёр чемпионатов России, входит в состав сборной команды страны. Мастер спорта России. Серебряный призёр Кубка европейских наций. Обладатель Кубка мира в команде.

## Биография
Родился 7 декабря 1990 года. Живёт и тренируется в Карачаевске.

## Спортивная карьера
- 2016 — Бронзовый призёр чемпионата России[1]. С этого же года выступает за сборную России по вольной борьбе[2].
- 2016 — Серебряный призёр Гран-При Иван Ярыгин-2016
- 2018 — Серебряный призёр чемпионата России
- 2019 — Победитель Кубка Мира